# ويليام ستانلي جونيور
ويليام ستانلي جونيور (بالإنجليزية: William Stanley)‏ (1858 - 1916) هو الالفيزيائي الأمريكي الذي اخترع الوشيعة. حصل على وسام إديسون سنة 1912.